# Munida sagamiensis
Munida sagamiensis is een tienpotigensoort uit de familie van de Munididae. De wetenschappelijke naam van de soort is voor het eerst geldig gepubliceerd in 1902 door Doflein.